# Serra de Freixeneda
La Serra de Freixeneda és una serra situada al municipi de la Vall d'en Bas a la comarca de la Garrotxa, amb una elevació màxima de 1.412 metres.